# Fring
Fring är en civil parish i Storbritannien.   Den ligger i grevskapet Norfolk och riksdelen England, i den sydöstra delen av landet, 160 km norr om huvudstaden London. Arean är 6,9 kvadratkilometer.
Terrängen i Fring är huvudsakligen platt.